# Nižnočajská pieskovňa
Nižnočajská pieskovňa je chráněný areál v oblasti Prešov.
Nachází se v katastrálním území obce Nižný Čaj v okrese Košice-okolí v Košickém kraji. Území bylo vyhlášeno či novelizováno v roce 1994 na rozloze 0,9949 ha. Ochranné pásmo nebylo stanoveno.